# Speleoithona bermudensis
Speleoithona bermudensis é uma espécie de crustáceo da família Speleoithonidae.
É endémica das Bermudas.
Os seus habitats naturais são: sistemas cársticos.